# Krystyna Ablewicz
Krystyna Ablewicz – polska doktor habilitowany nauk humanistycznych. Specjalizuje się w zagadnieniach z zakresu pedagogiki, w tym antropologii i aksjologii pedagogicznej, metodologii nauk humanistycznych oraz pedagogiki ogólnej. Stanowisko adiunkta z habilitacją w Zakładzie Pedagogiki Szkolnej i Dydaktyki Akademickiej Instytutu Pedagogiki Uniwersytetu Jagiellońskiego oraz prof. nadzwyczajnego Wydziale Filozoficznym tej uczelni lata 2010–2015 oraz Instytucie Nauk o Wychowaniu Akademii Ignatianum w Krakowie. Członek Komitetu Nauk Pedagogicznych PAN. Autorka licznych publikacji i artykułów pedagogicznych oraz wychowawczych.
Doktoryzowała się w 1992 na Wydziale Filozoficznym UJ na podstawie pracy zatytułowanej Hermeneutyczno-fenomenologiczna perspektywa badań pedagogicznych, habilitację uzyskała w 2004 na tej samej uczelni na podstawie rozprawy Teoretyczne i metodologiczne podstawy pedagogiki antropologicznej. Krystyna Ablewicz skupiła się w niej na próbie wyznaczenia podstaw tej pedagogiki poprzez odwołanie się do niemieckiej pedagogiki fenomenologicznej i twórców z nią związanych.

## Książki
Jest autorką następujących pozycji książkowych:
- Hermeneutyczno-fenomenologiczna perspektywa badań w pedagogice.
- Teoretyczne i metodologiczne podstawy pedagogiki antropologicznej. Studium sytuacji wychowawczej